# Austin Daily Tribune Building
El Austin Daily Tribune Building, más tarde conocido como Ernest O. Thompson State Office Building, es un edificio de oficinas de estilo moderno ubicado en 920 Colorado en la ciudad de Austin, la capital del estado de Texas (Estados Unidos). Fue diseñado por el arquitecto de Texas Shirley Simons Mide 41,45 metros y tiene 11 pisos.

## Historia
Fue construido en 1941 como la sede del Austin Daily Tribune, un periódico de corta duración que dejó de publicarse en 1942. Fue el edificio más alto construido en Austin durante los años 1940. El estado de Texas compró el edificio en 1945 por 736.000 dólares, y fue rebautizado en 1965 por el comisionado de Ferrocarriles de Texas Ernest O. Thompson. El edificio fue diseñado por la arquitecta Shirley Simons y la firma Page, Southerland & Page. Fue incluido en el Registro Nacional de Lugares Históricos en 2000.